# IC 4771
IC 4771 ist eine Spiralgalaxie vom Hubble-Typ Sc im Sternbild Pfau am Südsternhimmel. Sie ist schätzungsweise 243 Millionen Lichtjahre von der Milchstraße entfernt und hat einen Durchmesser von etwa 80.000 Lichtjahren.

In der gleichen Himmelsregion befinden sich auch die Galaxien IC 4766, IC 4767, IC 4769, IC 4770.
Das Objekt wurde am 20. Juli 1901 von DeLisle Stewart entdeckt.